# Raión de Ochákov
Ochákov (en ucraniano: Оча́ківський райо́н) fue un raión o distrito de Ucrania en el óblast de Nicolaiev. El raión fue abolido el 18 de julio de 2020 en el marco de una reforma administrativa que redujo el número de raiones en el óblast de Nicolaiev a cuatro.
Comprendía una superficie de 1490 km².
La capital era la ciudad de Ochákov.

## Demografía
Según estimación 2010 contaba con una población total de 16300 habitantes.

## Otros datos
El código KOATUU es 4825100000. El código postal 57515 y el prefijo telefónico +380 5167.